# Пакли (Пермский край)
Пакли — деревня в Осинском городском округе Пермского края России.

## История
Известна с 1786 года. Топоним происходит от прежнего названия протекающей вблизи реки (по другой версии — от прозвища одного из первопоселенцев). В 1929 году, в ходе коллективизации, в селе был образован колхоз им. Азина, который в 1952 году был укрупнён и переименован в «Память Ленина». С августа 1978 года в Паклях располагалась центральная усадьба колхоза «Ильич».
До 2019 года являлась центром ныне упразднённого Паклинского сельского поселения Осинского района.

## География
Расположено на берегу Воткинского водохранилища реки Камы, вблизи места впадения в неё реки Чумкасной. Абсолютная высота — 110 метров над уровнем моря.
Климат
Климат характеризуется как умеренно континентальный, с продолжительной холодной зимой и коротким относительно тёплым летом. Средняя температура воздуха в зимний период составляет −10 °С (абсолютный минимум — −54 °С), в летний период — 20 °С (абсолютный максимум — 38 °С). Среднегодовое количество осадков — около 598 мм. Снежный покров держится в течение 160—170 дней в году.

## Население
| 2010 |
| ---- |
| 347  |

Половой состав
По данным Всероссийской переписи населения 2010 года в половой структуре населения мужчины составляли 49,6 %, женщины — соответственно 50,4 %.
Национальный состав
Согласно результатам переписи 2002 года, в национальной структуре населения русские составляли 95 % из 382 чел.